# 춘관통고
춘관통고(春官通考)는 오례의 역사와 실천 예제를 편찬한 조선 후기의 서적이다. 1788년(정조 12년) 발간되었고 유의양이 왕의 명을 받들어 쓴 96권 62책의 필사본이다. 춘관지, 국조오례통편 등에 기반을 두며 조선시대 모든 국가 제례를 망라하고 있다. 제례로써 가야진사의 위상과 의식에 사용된 제기에 대한 새로운 정립을 가능하게 했다. 현재는 국립중앙도서관에서 소장 중이며, 2014년 양산으로 나들이를 잠시 나온 적이 있다.
정조는 이같은 대규모 국가전례서에서 ‘예로써 다스리고 악으로써 조화를 꾀한다’는 예악사상을 새롭게 고취하였다. 또, 이 의례서를 통해 가마에 대한 규정, 선릉의 능역을 볼 수 있다.